# ガイウス・マルキウス・ルティルス (紀元前357年の執政官)
ガイウス・マルキウス・ルティルス（ラテン語: Gaius Marcius Rutilus、生没年不詳）は紀元前4世紀の共和政ローマの政治家・軍人。プレブス出身者として初めて独裁官（ディクタトル）と監察官（ケンソル）に就任し、執政官（コンスル）を四度務めた。

## 経歴
紀元前357年に1回目の執政官に就任した。ガイウス・マルキウスはプリウェルヌムに対する作戦を実施し、これを占領、大量の戦利品を得た。戦利品は兵士に分配され、彼自身は凱旋式を実施している。
翌紀元前356年にエトルリアが蜂起し、海岸沿いの製塩施設にまで侵攻すると、これに対処するためにガイウス・マルキウスが独裁官に任命された。ローマ軍はエトルリア軍野営地を奇襲し、8,000を捕虜とし、残りはローマ領から駆逐した。この勝利にもかかわらず、元老院は凱旋式を認めなかったが、ローマ市民の手によって凱旋式が実施された。但し、現代の歴史家の中には、独裁官就任は彼の子孫による創作であると考えるものもいる。
紀元前352年に再び執政官に就任。任期の終わり頃、パトリキの反対にもかかわらず監察官に立候補し、その選挙に勝利している。紀元前344年と紀元前342年にも執政官を務め、サムニウム戦争を戦った。

## 家族
同名の息子ガイウス・マルキウス・ルティルス・ケンソリヌスは紀元前311年に護民官に就任し、紀元前310年には執政官となっている。この息子のケンソリヌスは、オグルニウス法の下、プレブス出身者としては初めてアウグル（鳥占官）となった。さらに監察官も紀元前294年と紀元前265年の二度務めている。

## 参考資料
- ティトゥス・リウィウス『ローマ建国史』 (bk. 7)
- T. R. S. Broughton (1951, 1986). The Magistrates of the Roman Republic Vol.1. American Philological Association